# Фрёлинг, Ева
Ева Фрёлинг (швед. Eva Marie Fröling, 9 августа 1952) — шведская актриса и режиссёр, родилась в Стокгольме. Получила международное признание за роли в таких фильмах, как «Салли и свобода» (швед. Sally och friheten) Гуннель Линдблум и «Фанни и Александр» (швед. Fanny och Alexander) Ингмара Бергмана.

## Биография
Ева Фрёлинг училась в театральной академии Швеции (швед. Teaterhögskolan) в Мальмё и с 1977 года работала актрисой на Шведской национальной сцене. В 1990-х она служила главным образом в Стокгольмском главном театре (Королевский драматический театр). Вновь вернулась на сцену в Королевский драматический театр в 2005 году.
Фрёлинг вышла замуж за актёра Орьена Рамберга. У них родилась дочь — Тильде. Она принимала участие в программе Let’s Dance 2016, которая была показана на телевидении TV4.

## Фильмография
- 1979 — Katitzi (TV-series);
- 1980 — Välkommen hem (TV-theatre);
- 1981 — Sally och friheten;
- 1981 — Peter-No-Tail (Pelle Svanslös, только голос);
- 1982 — Фанни и Александр;
- 1983 — G;
- 1983 — Två killar och en tjej;
- 1987 — Träff i helfigur;
- 1987 — Jim och piraterna Blom;
- 1988 — S.O.S. — En segelsällskapsresa;
- 1993 — Sista Dansen;
- 2000 — Gossip;
- 2001 — Sprängaren;
- 2003 — Paradiset;
- 2004 — Суперсемейка (озвучила Эдну Мод в шведской версии);
- 2005 — Robotar;
- 2009 — Девушка с татуировкой дракона.